# 鍋島直員
鍋島 直員（なべしま なおかず）は、肥前小城藩の第6代藩主。

## 略伝
享保11年（1726年）3月7日、第5代藩主・鍋島直英の次男として小城で生まれる。寛保元年12月（1742年）、従五位下・紀伊守に叙位・任官する。延享元年（1744年）、父の死去により家督を継いだ。
宝暦14年（1764年）5月、家督を次男の直愈に譲って隠居する。安永9年（1780年）6月24日に小城で死去した。享年55。

## 系譜
父母
- 鍋島直英（父）
- 千重子、本良院 ー 多久茂文の娘（母）

正室
- 松子、静明院 ー 鍋島宗教の養女、五条為範の娘

子女
- 鍋島直嵩（長男）
- 鍋島直愈（次男）生母は静明院（正室）
- 鍋島直賢（三男）
- 鍋島直宜（四男）生母は静明院（正室）
- 田尻種信（五男）
- 西豊明（六男）
- 諫早茂成室
- 大関増桓室
- 正親町公明室
- 鍋島直簿室
- 鍋島直容室
- 鍋島元博室
- 鍋島能完室
- 野口能賢室